# Onobrychis cornuta
Sainfoin cornu
Espèce
Onobrychis cornuta, le Sainfoin cornu, est une espèce de plantes à fleurs de la famille des Fabaceae, sous-famille des Faboideae. C'est une plante herbacée originaire du Proche-Orient, d'Asie centrale et du sous-continent indien. 

## Description
Le Sainfoin cornu est un sous-arbrisseau épineux dont le port est arrondi : il forme des coussins circulaires ou elliptiques dans lesquels les branches s'enchevêtrent.
L'espèce fleurit entre mai et juillet. Les tiges fertiles portent des gousses pubescentes dénuées d'épines et mesurant 6  à   8 mm de long. Les fleurs, d'une taille comprise entre 10  et   15 mm, sont d'une couleur rose-pourpre.

## Répartition et habitat
Le Sainfoin cornu est une espèce caractéristique de la flore de la région irano-touranienne. L'espèce est fortement alticole et se retrouve dans une zone allant des monts Zagros en Iran à la région transcaucasienne, en passant par les formations montagneuses qui jouxtent la Méditerranée orientale (Anatolie, Liban),.

## Taxinomie
Initialement nommée Hedysarum cornutum en 1763 par le naturaliste suédois Carl von Linné, c'est en 1814 que le botaniste français Nicaise Augustin Desvaux donna à l'espèce son nom actuel. Le nom vulgaire de l'espèce en français est Sainfoin cornu.

### Synonymes
Selon Catalogue of Life (7 août 2018) :
- Dendrobrychis cornuta (L.) Galushko
- Hedysarum cornutumL., 1763 (basionyme)
- Onobrychis korschinskyi Vassilcz.
- Onobrychis korshinskii Vassilcz.
- Onobrychis korshinskyi Vassilcz.
- Onobrychis pulvillus Trautv.

### Liste des sous-espèces
Selon Catalogue of Life (7 août 2018) :
- Onobrychis cornuta subsp. cornuta
- Onobrychis cornuta subsp. leptacantha

## Utilisation
Le Sainfoin cornu peut servir de source de fourrage aux troupeaux de bovins et d'ovins, même s'il présente une faible palatabilité, du fait de ses feuilles de petite taille et de ses nombreuses épines.